# Csendlak
Csendlak (1887-ig Tissina, szlovénül: Tišina) főleg szlovének által lakott  falu és a hasonló nevű község központja Szlovéniában, Muravidéken, Pomurska statisztikai régióban. A 19. század végi földrajzinév-magyarosítási hullám idején kapott magyar neve feledésbe merült, a muravidéki magyarok sem használják.

## Fekvése
Muraszombattól 8 km-re nyugatra, a Mokos-patak partján fekszik. A falut délről a Mura erdős ártere határolja.
A település a Ravensko tájegység nyugati részének egyik legfontosabb községe.

## Története
A falut 1347-ben "inter possessionem Tystina Thamasfolua vocatam" alakban említik először, majd 1348-ban "possessionem Tistna vocatam" néven szerepel. 1365-ben Széchy Péter fia, Miklós dalmát-horvát bán és testvére, Domonkos erdélyi püspök kapták királyi adományul illetve cserében a Borsod vármegyei Éleskőért, Miskolcért és tartozékaikért Felsőlendvát és tartozékait, mint a magban szakadt Omodéfi János birtokát. A település a későbbi századokon át is birtokában maradt a családnak. Az 1366-os beiktatás alkalmával részletesebben kerületenként is felsorolják az ide tartozó birtokokat, melyek között a falu "Tyssina in districtu Beelmura" alakban szerepel.  A felsőlendvai váruradalom belmurai kerületéhez tartozott. 1499-ben "Thyssyna" alakban említik. A Széchyek fiági kihalásával a 17. század végén a Szapáryak és a Batthyányak birtoka lett. A Győri egyházmegye 1698-as vizitációs jegyzőkönyvében „Tisina” plébánia központja, melyhez 14 falu tartozik, többségben evangélikus hívekkel.

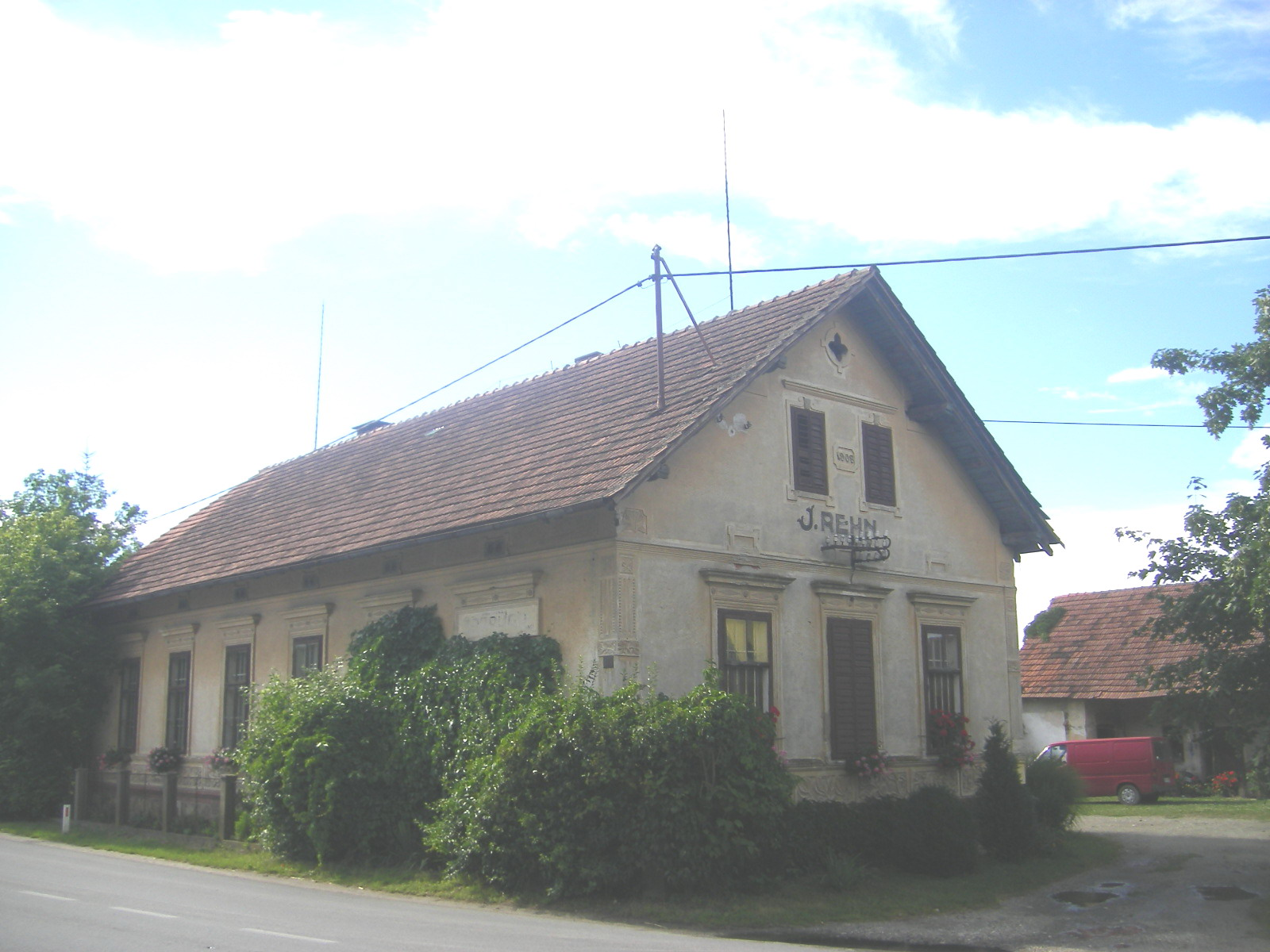
Egy öreg lakóház

Vályi András szerint "TISINA. Tót falu Vas Várm. földes Urai Gr. Szapáry, és Gr. Batthyáni Uraságok, lakosai katolikusok, fekszik M. Szombathoz 3/4 mértföldnyire; határja síkos, földgye termékeny, réttye jó, legelője, és fája elég van, szőleji termők."
Fényes Elek szerint "Tissina, vindus falu, Vas v., róna, termékeny vidéken a muraszombati uradalomban, 208 kath. lak."
Vas vármegye monográfiája szerint "Csendlak vend falu 43 házzal és 307 r. kath. és ág. ev. lakossal. Postája Ferenczfalva, távírója Muraszombat. A körjegyzőség székhelye. Góthikus templomának építési ideje a XIV. századba tehető. A templom falain régi freskók nyomai láthatók. Plébániája a XVII. században virágzott. Kegyura gróf Szapáry Géza. Földesurai a Szapáryak, Batthyányak és Nádasdyak voltak."
1890-ben Csendlaknak 307 lakosa volt. 1910-ben 372, többségben szlovén lakosa volt, jelentős magyar kisebbséggel. A trianoni békeszerződésig Vas vármegye Muraszombati járásához tartozott, 1919-ben átmenetileg a de facto Mura Köztársaság része lett. 1921-ben az első délszláv népszámlálás során 374 szlovént és 8 magyart számláltak a településen, közülük 373 katolikus és 9 evangélikus vallású volt. 1931-ben 394 lakosa volt. 1971-ben 439 lakost, 76 házat és 101 háztartást számláltak itt.
2002-ben a községnek 3990 lakosából 3889 szlovén, 85 cigány és 5 magyar lakosa volt, magának Csendlak falunak 452 lakosa volt.

## Nevezetességei

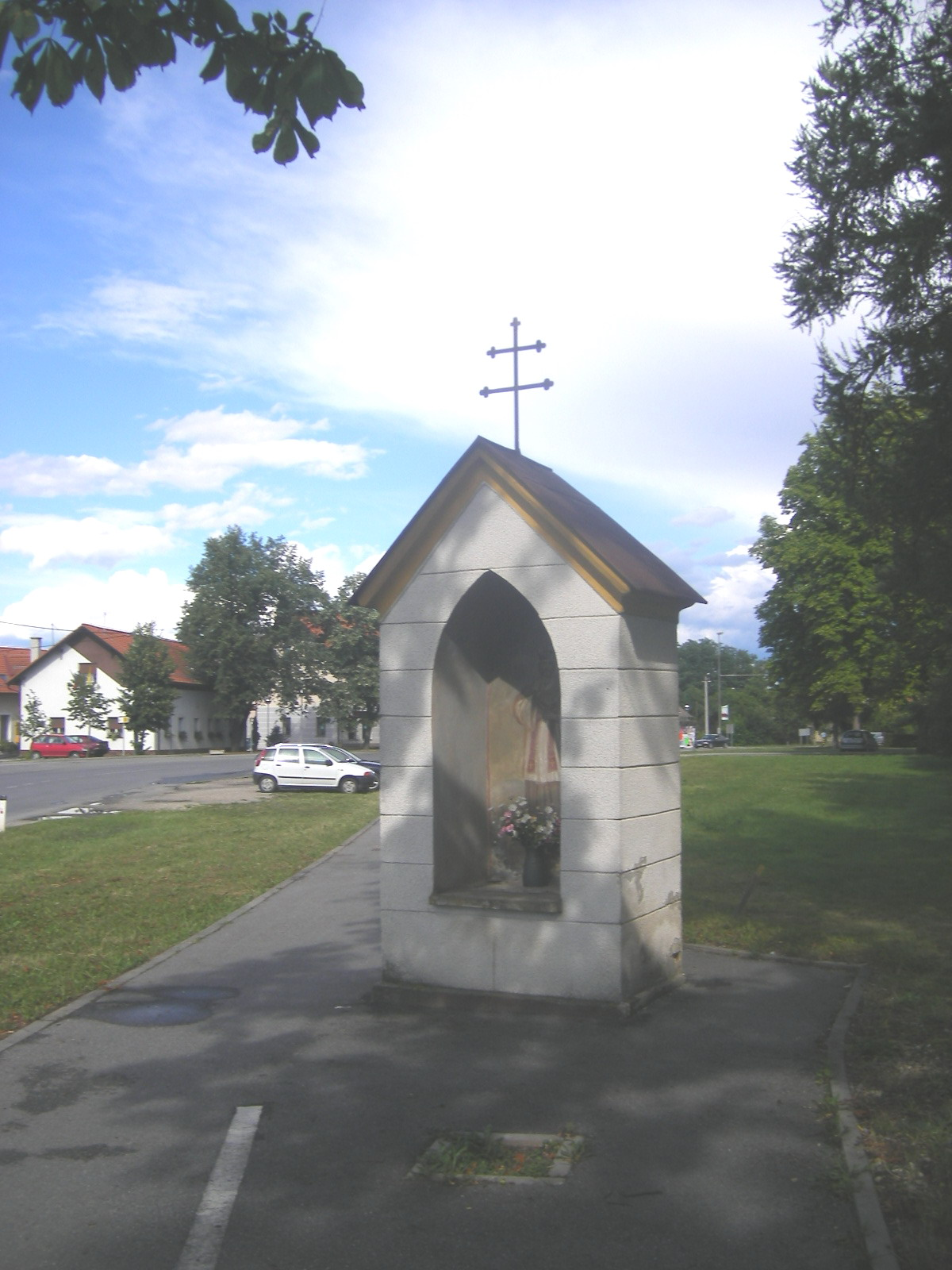
Útikápolna

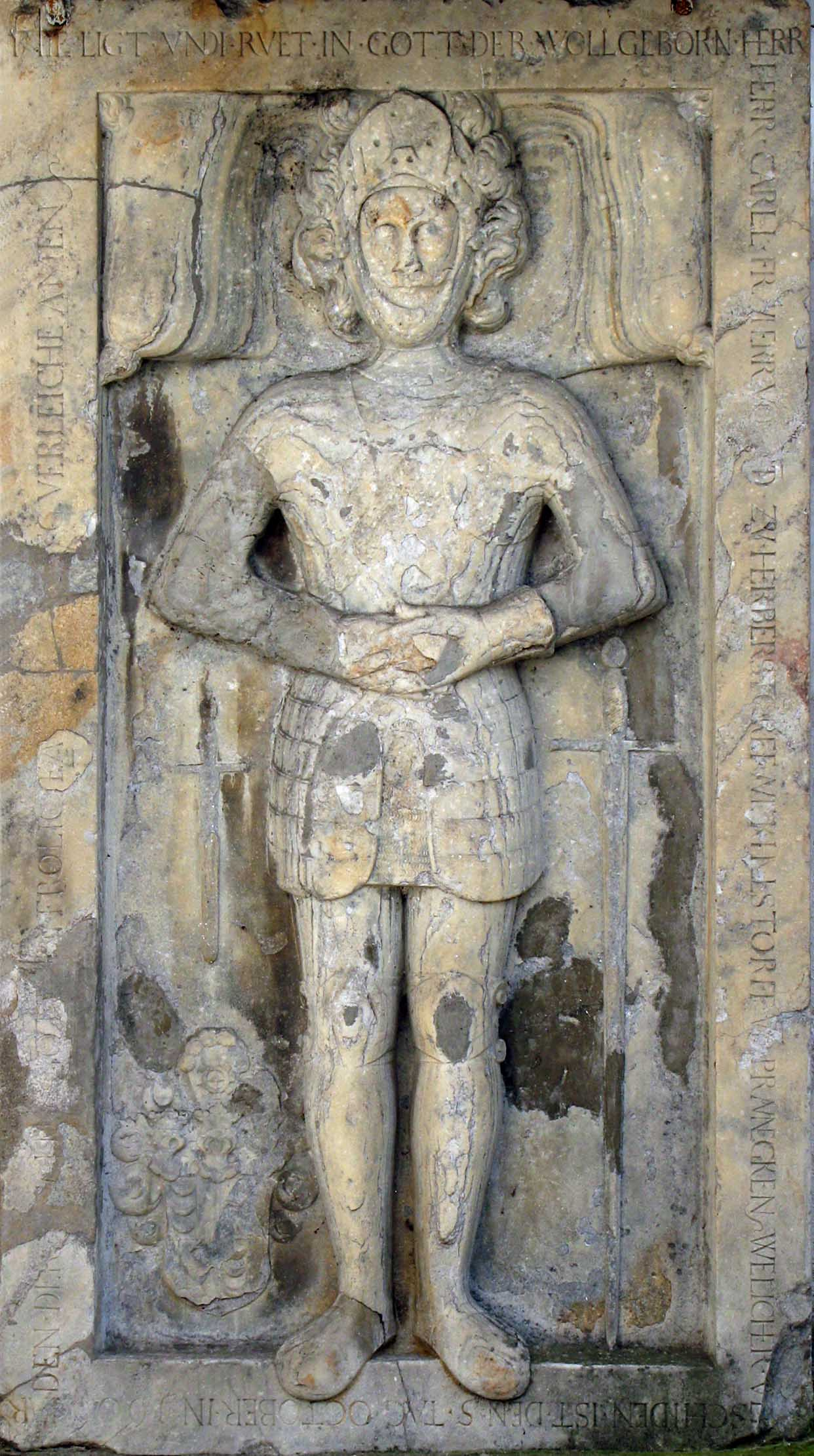
Karl von Herberstorff síremléke

- A Kisboldogasszony tiszteletére szentelt római katolikus plébániatemploma a 12. századba épült. Első írásos említése 1347-ből származik „ecclesia Sancte Marie de Mysniche“ alakban. Története során többször érték károk és többször építették át. A legjelentősebb átépítése a 16. század közepén történt. Ebből az időből származnak a keresztboltozat, a szentély ablakai, a harangtorony és a nyugati oldal kialakítása. A 14. századi templomhajót 1685-ben a barokk átépítéskor famennyezettel látták el. A templom déli homlokzata 1606-ban készült reneszánsz stílusban. Ebből az időből származik Carl von Herberstorff lovag sírköve.
- A főutcától délre a szécsénykúti határban áll a Batthyány család 18. században épített kastélya, egykor 600 hektáros uradalom központja. Utolsó tulajdonosa Batthyány Zsigmond volt, aki a második világháborúig volt a birtokosa. A kastélyt mintegy 2 hektáros, egzotikus fákkal beültetett  park övezi. Legértékesebb fái a tulipánfa (Liriodendron tulipifera), a magnóliák (Magnolia acuminata) és a 40 méter magas kaukázusi nordmannfenyő (Abies nordmanniana).

## Híres személyek
- A kastély birtokosa (több időszakban pedig lakója is) volt Batthyány Zsigmond (1856–1939) a magyar képviselőház, majd a főrendiház tagja.[6]
- Itt született Batthyány Zsigmond (1891–1999) császári és királyi lovaskapitány, országgyűlési képviselő, felsőházi tag.
- Csendlakon volt plébános Harangozó Ferenc (1901–1991). Önéletrajzi könyve első kiadása 2001-ben jelent meg A csendlaki parókiától a szibériai hómezőkig címmel.[7]
- Itt van eltemetve Karl von Herberstorff (1547–1606) stájer főúr, a protestantizmus támogatója. Reneszánsz síremléke a templom külső falában látható.
- Itt született 1800. augusztus 28-án Hüll Ferenc plébános, muraszombati esperes, prépost és Tótság utolsó esperese.
- Itt hunyt el 1913. augusztus 29-én Ivanóczy Ferenc magyarországi szlovén író, római katolikus plébános, Muraszombat esperese.
- Itt született Rogács Ferenc (1880–1961), pécsi megyés püspök, számos teológiai munka szerzője, illetve fordítója[8]